# Hawaiian Vacation
Hawaiian Vacation of voluit Toy Story Toons: Hawaiian Vacation is een Amerikaanse korte film geregisseerd door Gary Rydstrom. Het duurt bijna 6 minuten inclusief aftiteling. De film verscheen voor het eerst op 24 juni 2011 op de première van Cars 2. De korte film is gebaseerd op de film Toy Story en is de eerste korte film in een serie van korte films genaamd Toy Story Toons. Het vervolg Small Fry verscheen in 2011. De korte film speelt zich af na de gebeurtenissen in Toy Story 3. Het speelgoed van Andy woont nu bij het meisje Bonnie.

## Verhaal
Bonnie gaat met haar ouders op vakantie naar Hawaï tijdens de kerstvakantie. De poppen Barbie en Ken zijn van plan om mee te glippen voor een romantische vakantie en kruipen in Bonnie's boekentas. Bonnie neemt echter haar boekentas niet mee omdat het geen school is. Hierdoor blijven Ken en Barbie achter waardoor Ken bedroefd in de boekentas kruipt. Het andere speelgoed bootst dan een vakantie in Hawaï na in Bonnie's huis om Barbie en Ken een romantische vakantie te bezorgen. Die vakantie eindigt dan met als hoogtepunt hun eerste kus in de zonsondergang waarna ze bevriezen.
Na de aftiteling ontdooien de anderen de 2 poppen met een haardroger.

## Rolverdeling
| Personage                           | Taal              | Taal                   | Taal |
| Personage                           | Originele versie  | Nederlandse versie     |      |
| ----------------------------------- | ----------------- | ---------------------- | ---- |
| Woody                               | Tom Hanks         | Huub Dikstaal          |      |
| Buzz Lightyear                      | Tim Allen         | Jan Elbertse           |      |
| Barbie                              | Jodi Benson       | Noortje Herlaar        |      |
| Ken                                 | Michael Keaton    | William Spaaij         |      |
| Jessie                              | Joan Cusack       | Angelique de Bruijne   |      |
| Mr. Potato Head/Mr. Aardappelhoofd  | Don Rickles       | Ronald van Rillaer     |      |
| Mrs. Potato Head                    | Estelle Harris    | Marloes van den Heuvel |      |
| Rex                                 | Wallace Shawn     | Arjan Ederveen         |      |
| Hamm                                | John Ratzenberger | Peter van Gucht        |      |
| Slinky Dog                          | Blake Clark       | Chiem van Houweninge   |      |
| Aliens                              | Jeff Pidgeon      | Frans Limburg          |      |
| Bonnie Anderson                     | Emily Hahn        | Elaine Hakkaart        |      |
| Bonnie's moeder (Julia Anderson)    | Lori Alan         | Beatrijs Sluijter      |      |
| Mr. Pricklepants/Meneertje Prikkels | Timothy Dalton    | Paul Disbergen         |      |
| Buttercup/Honnepon                  | Jeff Garlin       | Fred Meijer            |      |
| Trixie                              | Kristen Schaal    | Melise de Winter       |      |
| Dolly                               | Bonnie Hunt       | Hilde de Mildt         |      |
| Chuckles                            | Bud Lucky         | Leo Richardson         |      |
| Rexing Ball                         | Wallace Shawn     | Arjan Ederveen         |      |
| Piloot Zip                          | Angus MacLane     | Fred Meijer            |      |
| Erwt                                | Zoe Levin         | Elaine Hakkaart        |      |

## Achtergrond

### Productie
De regisseur van Toy Story 3 Lee Unkrich kondigde aan dat er een korte film gemaakt werd met de personages uit Toy Story. Deze korte film verscheen samen met Cars 2 op 24 juni 2011. Op 17 februari 2011 werd de titel en het verhaal onthuld. Bovendien werd er ook een vervolg op deze korte film aangekondigd. Dit werd de korte film Small Fry.

### Homemedia
Op 1 november 2011 verscheen deze korte film als een bonus op de dvd en blu-ray van Cars 2. Op 13 november 2012 verscheen de korte film ook op een dvd en Blu-ray met 9 andere korte films van Pixar. Op 19 augustus 2014 verscheen de korte film nogmaals op dvd en Blu-ray samen met de twee andere Toy Story Toons en de korte film Toy Story of Terror!.